# Orthodox Union Advocacy Center
 (avril 2018).
 (avril 2018).
Le Centre de Défense de l'Union Orthodoxe (en anglais: Orthodox Union Advocacy Center) est une organisation non partisane qui appartient à l'Union orthodoxe. Il représente 1 000 congrégations juives à travers le pays et promeut les efforts de lobby de l'Union Orthodoxe dans la capitale fédérale, Washington DC, et dans les capitales des États de l'Union.
Le Centre de Défense de l'Union Orthodoxe incite des dirigeants de tous les niveaux de gouvernement, ainsi que le grand public, à promouvoir et à protéger les intérêts et les valeurs de la communauté juive orthodoxe dans le domaine de la politique publique et dans toutes les questions relatives aux relations entre le gouvernement des États-Unis et l'État sioniste d'Israël.
Le OU Advocacy Center entretient des relations avec les législateurs, les dirigeants gouvernementaux et les politiciens américains. L'organisation défend les questions qui affectent et ont un impact sur la communauté juive américaine. Par leur travail, ils soutiennent et renforcent le judaïsme aux États-Unis d'Amérique et contribuent au bien-être de la société juive américaine, israélienne et mondiale.
Au niveau fédéral, le Centre de Défense de l'Union Orthodoxe rencontre le Président des États-Unis et les hauts fonctionnaires de l'administration Trump, afin d'enrichir ses relations avec les plus hauts niveaux de gouvernement. Le OU Advocacy Center travaille également avec les sénateurs et les représentants américains pour élaborer des lois, témoigner devant les comités du Congrès et du Sénat et créer des coalitions bipartisanes de soutien pour promouvoir et protéger les intérêts et les valeurs de la communauté juive orthodoxe américaine.
Le soutien de l'État par le Centre de Défense de l'Union Orthodoxe a connu une croissance exponentielle au cours des dernières années. L'association a ouvert des bureaux à plein temps à New York, au New Jersey, en Pennsylvanie et en Floride, où chaque équipe travaille avec le gouvernement et les chefs de l'opposition sur une base bipartite pour construire des coalitions et promouvoir les besoins et les intérêts de la communauté juive orthodoxe auprès de l'assemblée législative de l'État.
L'organisation étend ses bureaux sur la côte est des États-Unis, en Nouvelle-Angleterre et sur la côte ouest des États-Unis, et maintient une présence importante dans le sud-ouest du pays. Grâce à son travail, le Centre de Défense de l'Union Orthodoxe a recueilli des millions de dollars américains pour les communautés juives de tout le pays.